# Франц Енґель
Франц Енґель (1834, Ребель — 1920, Нойбранденбурґ ) — німецький дослідник і натураліст.
Він багато подорожував Південною Америкою у 1857–1863 роках і опублікував результати своїх досліджень у кількох томах, зокрема « Studien unter den Tropen Amerikas» («Дослідження американських тропіків», 2-ге видання, 1879), «Aus dem Pflanzerstaate Zulia» («Щодо стану рослинності Сулії», 1881). З 1872 по 1896 рік він видавав Landwirthschaftliche Jahrbücher («Сільськогосподарські щорічники»).

## Нотатки
1. 1 2 3 4 5  Deutsche Nationalbibliothek Record #117500399 // Gemeinsame Normdatei — 2012—2016.

## Зовнішні посилання
- Engel, Franz//The New International Encyclopaedia